# نجات لنینگراد
نجات لنینگراد به (انگلیسی:Saving Leningrad) یک فیلم جنگی محصول روسیه به کارگردانی الکسی کوزلوف در سال ۲۰۱۹ است.

## داستان
در پاییز دههٔ چهل میلادی دو دوست مجبور می‌شوند تا با کشتی‌ای که مردم را از محاصرهٔ لنینگراد خارج می‌کردند، همراه شوند. اما هنگامی که شب می‌شود، کشتی گرفتار طوفان می‌گردد و زمانی که شروع به غرق شدن می‌کند، هواپیماهای دشمن اولین کسانی هستند که به محل حادثه می‌رسند و…